# 津久見市立日代小学校
津久見市立日代小学校（つくみしりつ ひじろしょうがっこう）は、大分県津久見市にある公立小学校。現在は休校中。

## 通学区域
- 通学区域 - 大字日見、大字網代（字赤崎を除く）[2]

日代小学校区全域が休校中の津久見市立日代中学校の通学区域であり、津久見市立第一中学校の通学調整区域となっている。